# This Is How We Do It (álbum)
This Is How We Do It es el álbum debut de Montell Jordan. El álbum alcanzó el puesto # 12 en el Billboard 200 y # 4 en el Top R&B/Hip-Hop Albums y fue certificado platino. El álbum también incluyó el sencillo "This Is How We Do It", los cuales llegaron a número 1 en el Billboard Hot 100, # 1 en el Hot R&B/Hip-Hop Songs. y # 1 en el Top 40 Rhythmic. Otro single, "Somethin '4 Da Honeyz", alcanzó el puesto # 21 en el Billboard Hot 100 y # 18 en la lista Hot R & B / Hip-Hop Singles y Tracks.

## Canciones
| N.º | Título                                    | Producer(s) | Duración |  |
| 1.  | «My Mommy Intro»                          |             | 0:40     |  |
| 2.  | «Somethin' 4 Da Honeyz»                   |             | 4:36     |  |
| 3.  | «This Is How We Do It»                    |             | 4:37     |  |
| 4.  | «Payback» (featuring Coolio)              |             | 4:57     |  |
| 5.  | «I'll Do Anything»                        |             | 6:00     |  |
| 6.  | «Don't Keep Me Waiting»                   |             | 4:37     |  |
| 7.  | «Comin' Home»                             |             | 4:14     |  |
| 8.  | «Introducing Shaunta» (featuring Shaunta) |             | 3:05     |  |
| 9.  | «It's Over»                               |             | 3:35     |  |
| 10. | «Midnight Interlude»                      |             | 0:43     |  |
| 11. | «I Wanna»                                 |             | 5:26     |  |
| 12. | «Down On My Knees»                        |             | 6:06     |  |
| 13. | «Gotta Get My Roll On»                    |             | 5:13     |  |
| 14. | «Close The Door»                          |             | 4:52     |  |
| 15. | «Daddy's Home»                            |             | 4:28     |  |

- Datos: Q9087368